# هيليودور بيكا
العميد هيليودور بيكا (بالتشيكية: Heliodor Píka) قائد عسكري تشيكوسلوفاكي وُلد في قرية شتيتينا بالإمبراطورية النمساوية المجرية (التشيك حاليا) بتاريخ 03 يوليو 1897 وأُعدم على يد النظام الشيوعي التشيكوسلوفاكي ونُفذ الحكم في بلزن بتشيكوسلوفاكيا (التشيك حاليا) بتاريخ 21 يونيو 1949 بعد توجيه تهمة الخيانة العظمى له والحكم عليه بالإعدام شنقا خلال محاكمة صورية ولم يُستدل مطلقا عن مكان جثمانه.